# Liste der UNESCO Global Geoparks in Australien und Ozeanien

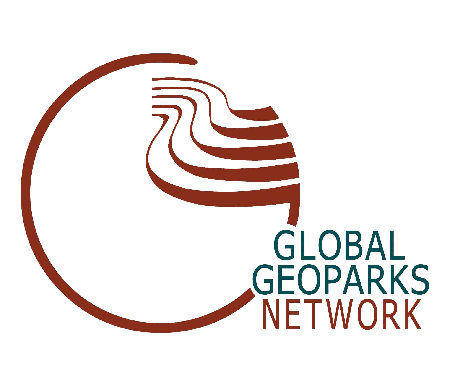
Logo des Global Geopark Network

Auf dieser Seite sind nach Staaten geordnet die Stätten in Australien und Ozeanien aufgelistet, die von der UNESCO im Rahmen des International Geoscience and Geoparks Programme (IGGP) als UNESCO Global Geopark anerkannt wurden und somit Mitglieder des Global Geopark Network sind.
Die Jahreszahl bezeichnet das Jahr der Anerkennung der Stätte als UNESCO Global Geopark. Jahreszahlen vor 2015 bedeuten, dass der Geopark in diesem Jahr als Mitglied des Global Geopark Network aufgenommen wurde, das 2015 in das IGGP integriert wurde und dessen Mitgliedern dann der Titel UNESCO Global Geopark verliehen wurde.

## Neuseeland
| Bild                              | Bezeichnung                                     | Jahr | Fläche   | Anmerkungen |
| --------------------------------- | ----------------------------------------------- | ---- | -------- | --- |
| Moeraki Boulders (weitere Bilder) | Waitaki Whitestone UNESCO Global Geopark (Lage) | 2023 | 7214 km² | Waitaki Whitestone Geopark liegt an der Ostküste der Südinsel. Der größte Ort im Geopark ist Oamaru. Zu den geologischen Sehenswürdigkeiten zählen beispielsweise die Moeraki Boulders, die Elephant Rocks, das Ahuriri-Flusstal, die Kissenlava bei Boatman’s Harbour und die Takiroa-Felsmalereien. (Website, UNESCO) |